# Роджер де Мортемер
Роджер (Роже) де Мортемер (фр. Roger de Mortemer); также Роджер де Мортимер (англ. Roger de Mortimer); умер около 1080) — нормандский барон, первый известный представитель англо-нормандского рода Мортимеров.
Роджер имел обширные владения в области Пеи-де-Ко (Верхняя Нормандия). В 1054 году он был одним из командиров нормандской армии, разгромившей французов в битве при Мортемере. После этого Роджер попал в опалу, поскольку приютил, а затем и отпустил одного из участвовавших в битве французских военачальников; он был изгнан из Нормандии, а его владения были конфискованы. Позже Роджер примирился с герцогом Вильгельмом I Завоевателем и получил назад бо́льшую часть владений, но два замка, в том числе давший название роду Мортемер, остались в руках его родственника Уильяма де Варенна. Кроме того, Роджер был отстранён от управления Нормандией.
Неизвестно, участвовал ли Роджер в нормандском завоевании Англии, но его сын Ральф получил в завоёванном королевстве владения, ставшие основой для территориального могущества Мортимеров.

## Происхождение
Точное происхождение Роджера неизвестно. Согласно «The Complete Peerage», своим родовым прозванием он обязан замку Мортемер-сюр-Ольн, располагающемуся недалеко от Нёшатель-ан-Бре выше по течению от Дьеппа по реке Бетюн, в восточной части области Пеи-де-Ко.
Происхождение Роджера вызывало споры среди исследователей, которые пытались восстановить генеалогию основанного им рода. Существует родословная, составленная нормандским хронистом Робертом де Ториньи. На её основе антикварий XVII века Уильям Кемден считал Роджера сыном Готье де Сен-Мартена и братом Уильяма (Гильома) I де Варенна, основателя рода Вареннов. Другой антикварий, Уильям Дагдейл, на основании хроники Гильома Жюмьежского полагал, что матерью Уильяма и Роджера была племянница Гунноры де Крепон, жены герцога Нормандии Ричарда I. Его предположение развил Августин Винсент, предположивший, что эта племянница была дочерью Герфаста Датчанина и, соответственно, сестрой Осберна де Крепона. Ещё один исследователь, Джон Уотсон, даёт в «Истории графов Варенн» другое происхождение родоначальников Вареннов и Мортимеров: он упоминает сына Готье де Сен-Мартена, Уильяма де Варенна, у которого, по его мнению, от брака с дочерью Ральфа де Торта было три сына: Уильям де Варенн, Роджер де Мортимер и Эд.
Исследования происхождения Мортимеров были продолжены в XIX веке Джеймсом Планше. Проанализировав хронику Гильома Жюмьежского, он в 1868 году в работе «О генеалогии и гербах семьи Мортимер» опроверг утверждение Кемдена о том, что отцом Роджера и Уильяма был Готье де Сен-Мартен, поскольку у хрониста отцом Готье показан Николас де Башервиль, муж другой племянницы Гунноры, и, таким образом, он мог приходиться Мортемеру двоюродным братом. Далее исследователь привлёк хронику Ордерика Виталия, созданную во время правления Генриха I Английского. В ней Роджер и Уильям названы «кровными родственниками» (лат. Consanguineus ejus); если бы они были родными братьями (хотя бы по одному из родителей), то хронист использовал бы слово «frater». При этом указанный фрагмент Ордерика Виталия не связан с генеалогией, поэтому он, по мнению историка Кэтрин Китс-Роэн, является убедительным доказательством того, что родоначальники Мортимеров и Вареннов действительно находились в родстве.
В 1846 году Томас Стэплтон высказал предположение, что Мортемер был братом Ральфа де Варенна, отца Уильяма, и отождествил Роджера с «Роджером сыном епископа» (лат. Rogerii filii episcopi), упоминаемым в двух хартиях. Однако версия об отождествлении двух Роджеров достаточно противоречива: в «The Complete Peerage» указывается, что жена Роджера де Мортемера носит имя Авиза, в то время как жену «сына епископа» звали Ода; кроме того, детей сына епископа звали Гильом и Гуго, а наследник Мортемера носил имя Ральф. Не исключено, что Роджер был женат дважды, но в хартии, датированной 1074 годом, Роджер, отец Гильома, был уже мёртв, в то время как Роджер де Мортемер был жив ещё в 1078 году. На основании этого Л. Ллойд в 1934 году пришёл к выводу, что Роджер Мортемер и Роджер сын епископа — разные люди.
Именно Л. Ллойд, который в XX веке занимался исследованием происхождения рода Вареннов, попытался разрешить противоречия известий нормандских хроник о родственных связях родоначальников Мортимеров и Вареннов. Он пришёл к выводу, что Уильям был моложе Роджера и скорее принадлежал к следующему поколению, поэтому, на его взгляд, эти двое вряд ли были братьями. К старшему поколению принадлежал Ральф I де Варенн, который от первого брака с Беатрис, считающейся племянницей герцогини Гунноры, имел двух сыновей — Ральфа II и Уильяма I. При этом существовала хартия, в которой мать Ральфа II и Уильяма называли Эммой, но Ллойд её отверг, посчитав, что Эмма — имя второй жены, на которой Ральф I женился после смерти первой; известно, что Беатрис была жива ещё в 1055 году и умерла не позже 1059 года, а Уильям I в 1066 году участвовал в битве при Гастингсе и, соответственно, не мог быть сыном Эммы. В 1993 году Кэтрин Китс-Роэн попыталась разрешить противоречивые сведения о том, кто именно был матерью Уильяма I де Варенна. По её мнению, существовало не два Ральфа (отец и сын), а три: Ральф I от брака с Беатрис имел двух сыновей, Ральфа II и Роджера, а у Ральфа II от брака с Эммой родились Ральф III и Уильям I. Кроме того, Китс-Роэн считает, что Беатрис могла быть сестрой Готмунда Рыжего де Васкёй и дочерью Тесселина, виконта Руана.

## Биография
Год рождения Роджера неизвестен. Томас Фредерик Тот, автор статьи о Ральфе де Мортимере в «Национальном биографическом словаре», придерживавшийся версии об отождествлении Роджера де Мортемера и Роджера «сына епископа» полагал, что тот родился до 990 года, указывая, что «в этом случае он должен был дожить до глубокой старости», но позже эта версия была опровергнута.
Роджер, который, по мнению Китс-Роэн, был младшим сыном Ральфа I де Варенна, унаследовал владения, сосредоточенные вокруг замка Бельянкомбр. Этот замок располагался в 30 милях от Варенна — центра владений Вареннов, от которого произошло их родовое прозвание. По предположению исследовательницы, именно Мортемер появляется под именем «Роджер, сын Родульфа де Варенна» (лат. Rogeri filii Radulfi de Warethna) в качестве свидетеля хартии Сен-Вандриля, датированной периодом между 1040 и 1053 годами.
В 1054 году Роджер владел замком Мортемер-сюр-Олн, который дал родовое название, усвоенное его потомками и позже в Англии превратившееся в Мортимер. Замок располагался недалеко от нормандской границы по направлению к Амьену. Вероятно, его Роджеру передал герцог Нормандии Вильгельм II (будущий завоеватель Англии). Кроме того, Мортемер владел обширными землями в Пеи-де-Ко и заключал союзы с местной аристократией.
В конце зимы 1054 года в Нормандию с двух сторон вторглось войско французского короля Генриха I. Сам он командовал той армией, которая вошла в Нормандию из Мэна, заняла графство Эврё и двигалась по направлению ко второй армии, которой руководили королевский брат Эд, граф де Понтье Ги I, граф Валуа Рауль IV де Крепи и граф Клермона Рено. Она переправилась через реку Брель и двинулась в сторону Руана. Но у герцога Вильгельма оказалось достаточно сил, чтобы тоже разделить войско на две части, причём каждая армия была набрана в том регионе, в котором ей предполагалось действовать. Сам он возглавил ту армию, которая двинулась навстречу Генриху I. Вторую армию, в составе которой были отряды, приведённые северонормандскими баронами, возглавили Готье I Жиффар, Роберт д’Э, Гуго де Гурнэ, Роджер де Мортемер и Гильом де Варенн.
Армия Эда Французского, не встречая сопротивления, двигалась через область Пеи-де-Бре, разоряя всё на своём пути. Однако её командиры, как выяснилось, совершенно не ожидали ответных действий противника. Когда французы остановились на ночлег в деревне Мортемер-сюр-Олн, они были внезапно атакованы нормандцами и оказались в ловушке. Сражение продолжалось с переменным успехом почти целый день. Недисциплинированные французы были наголову разгромлены и понесли огромные потери, а Генрих I, узнав об этом, вернулся во Францию.
Один из французских полководцев Рауль де Крепи, граф Валуа, бежал с поля боя и укрылся в замке Мортемера, который был его вассалом по владениям жены, а согласно одной из гипотез, ещё и зятем: жену Роджера Авизу, которая принесла ему в приданое селение Ме на реке Брель и область Вимо, находившиеся в составе Амьенского диоцеза, исследователь Планше считает дочерью Рауля (при этом Ордерик Виталий ничего о свойстве французского графа с Мортемером не сообщает). Роджер развлекал гостя три дня, а затем предоставил ему эскорт, чтобы тот вернулся в свои земли. Герцог Вильгельм, узнав об этом, пришёл в ярость. Роджер был изгнан из Нормандии, а его владения были конфискованы и отданы родственнику, Гильому де Варенну..
Позже Роджер примирился с герцогом и получил обратно бо́льшую часть земель, но два замка, Мортемер и Бельянкомбр, остались у Варенна. После потери Мортемера главной резиденцией Роджера стал замок Сен-Виктор-ан-Ко. Там же он со своей женой Авизой основал монастырь, который в 1074 году с разрешения архиепископа Руана Жана д'Авранша был преобразован в аббатство. Несмотря на своё богатство и хорошие связи, Роджер, судя по всему, был отстранён герцогом Вильгельмом от управления Нормандией, поскольку его имя отсутствует на герцогских хартиях, изданных до 1066 года. Его сын Ральф участвовал в завоевании Англии и получил земли в этом королевстве, но об участии в завоевании самого Роджера данных нет. Единственное публичное действие, которое относится к Роджеру в этот период, произошло между 1078 и 1080 годом, когда он засвидетельствовал хартию Гильома де Варенна об основании клюнийского монастыря в Льюисе. После этого упоминания о Мортемере прекращаются. Роджер точно был мёртв в 1086 году, когда «Книга Страшного суда» упоминает земли его сына.
Нет свидетельств о том, что Роджер имел какие-то владения в Англии, однако его сын и наследник Ральф ещё при жизни отца получил от Вильгельма Завоевателя, ставшего английским королём, обширные владения в новом королевстве. Именно с этих пожалований начался рост территориального могущества рода, сохранившего прозвание Мортимеров, хотя сам замок, давший название роду, к ним так и не вернулся.

## Брак и дети
Роджер де Мортемер был женат на Авизе — возможно, дочери графа Валуа Рауля IV де Крепи. В этом браке родился сын Ральф де Мортимер (умер после 1115/1118), сеньор Сен-Виктор-де-Ко примерно с 1080 года, барон в Англии.
Некоторые источники сообщают, что у Ральфа были ещё сыновья Гуго и Уильям (Гильом). Это основано на отождествлении Ральфа с Роджером сыном епископа, у которого было двое сыновей с таким именем.